# شاهدخت ویکتوریای هسن و راین
شاهدخت ویکتوریای هسن و راین (به انگلیسی: Princess Victoria of Hesse and by Rhine) و بعدتر ویکتوریا مونتباتن، مارکی میلفورد هیون (۵ آوریل ۱۸۶۳ – ۲۴ سپتامبر ۱۹۵۰) بزرگ‌ترین دختر لودویگ چهارم، دوک بزرگ هسن و همسر اولش شاهدخت آلیس پادشاهی متحده بود. او همچنین مادربزرگ شاهزاده فیلیپ، دوک ادینبرو، همسر الیزابت دوم بود.
ویکتوریا در روز عید پاک در قلعه وینزر و در حضور مادربزرگش ملکه ویکتوریا به دنیا آمد. کودکی او بیشتر در دارمشتات گذشت. زمانی که او ۱۵ سال داشت، مادرش بر اثر ابتلا به دیفتری درگذشت و او را در موقعیت مسئول فرزندان کوچک‌تر قرار داد. ویکتوریا در سال ۱۸۸۴ با پسرعموی پدرش شاهزاده لوییس باتنبرگ که افسر نیروی دریایی پادشاهی متحد بود ازدواج کرد. در زمان جنگ جهانی اول همسر او از عناوین آلمانی خود چشم پوشید و نام خانوادگی خود را به صورت انگلیسی مونتباتن تغییر داد. دو خواهر ویکتوریا الیزابت و آلیکس که با خانواده سلطنتی روسیه ازدواج کرده بودند در جریان انقلاب روسیه کشته شدند.
ویکتوریا در ۲۴ سپتامبر ۱۹۵۰ در سن ۸۷ سالگی در کاخ کنزینگتون درگذشت. او چهار روز بعد در جزیره وایت به خاک سپرده شد.